# Англада Камараса, Эрменехильдо
Эрменехильдо Англада Камараса (также Англада-и-Камараса, исп. Hermenegildo Anglada Camarasa; 11 сентября 1871, Барселона — 7 июля 1959, Польенса) — испанский (каталонский) художник.

## Биография и творчество
Учился в Барселонской школе изящных искусств, и в ранних работах заметно влияние его учителя Модеста Урхеля. В 1894 году Англада перебрался в Париж, что позволило ему в большей степени освободиться от зависимостей (впрочем, собственный стиль Англады в чём-то родствен Дега и Тулуз-Лотреку, а отчасти и Климту). Занимался в Академии Жюлиана и Академии Коларосси.
В 1901 году вместе с Сулоагой принял участие в международной выставке в Дрездене, имел большой успех. В дальнейшем выставлялся по всему миру, был удостоен золотых медалей в Венеции (1907) и Буэнос-Айресе (1910). В 1939—1947 годах жил в эмиграции во Франции.
Творчеством художника интересовались Максим Горький и Всеволод Мейерхольд. Одна его работа (Испанский танец) есть в Эрмитаже, другая , Вечернее кафе, с 2007 находится в ГМИИ имени Пушкина.
Он умер в Полленсе, на острове Майорка, и его память увенчана бронзовым бюстом на «Сосновой прогулке» в Порт-де-Польенса.

## Избранные работы
- «Испанский танец», ок. 1901, Государственный Эрмитаж, Санкт-Петербург;
- «Вечернее кафе», 1900-е, ГМИИ имени Пушкина, Москва;
- «Цыганский танец», 1914—1921, Музей Кармен Тиссен, Малага
- «Форменторская сосна», ок. 1922, Эс-Балуард, Пальма-де-Майорка[4].
- «Ноктюрн. Кала Мурта», 1933. Частное собрание.

## Галерея

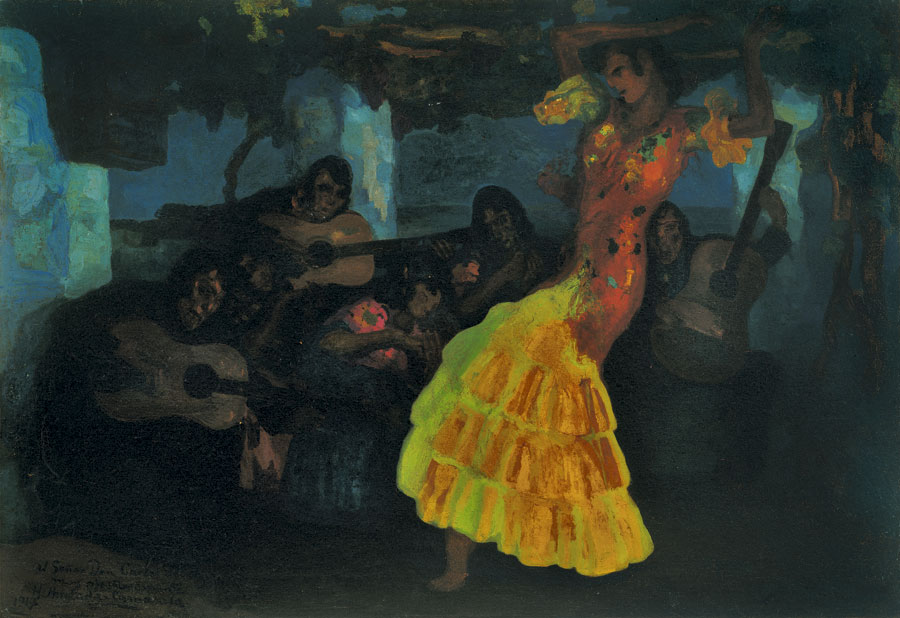
«Цыганский танец», 1914—1921, Музей Кармен Тиссен, Малага